# Ocean Ranger (piattaforma)
La Ocean Ranger è stata una piattaforma semisommergibile di perforazione offshore di proprietà della ODECO, Ocean Drilling & Exploration Company ed affondata il 15 febbraio 1982 dopo essere stata colpita da onda anomala. Era stata costruita nel 1976 dalle Mitsubishi Heavy Industries in Giappone. Al momento dell'affondamento stava perforando il pozzo esplorativo J-34 nel campo di petrolifero Hibernia 166 miglia dalla costa della provincia di Terranova e Labrador, nel Canada Orientale. L'impianto era stato impegnato dalla MOCAN, Mobil Oil of Canada. Nello stesso campo stavano operando altri due impianti il SEDCO 706 ed il Zapata Ugland. La Ocean Ranger operava nella regione dei Grandi Banchi dalla fine del 1980.

## Storia

### Il campo petrolifero
Il campo petrolifero di Hibernia era stato scoperto nel 1979 ed aveva rappresentato una grande opportunità economica e lavorativa per la popolazione della regione di Terranova e Labrador dove il tasso di disoccupazione era altissimo e vantava uno dei PIL procapite più bassi di tutto il Canada. La perforazione e lo sfruttamento di questo campo non poteva essere fatto da compagnie canadesi in quanto carenti di competenze tecniche e risorse per avviare le attività, questo aveva spinto il governo canadese a fornire incentivi economici per chi avesse avviato l'esplorazione in cambio di accordi che prevedevano l'impiego di manodopera locale. Questo avrebbe permesso ai canadesi di acquisire le competenze necessarie a raggiungere l'indipendenza dagli statunitensi. Infatti degli 84 mebri dell'equipaggio al momento dell'affondamento, 56 provenivano da Terranova e 13 dal Canada continentale.
La campagna esplorativa aveva una vasta portata, avendo impegnato 3 piattaforme di perforazione il coordinamento con la terraferma e la logistica erano fondamentali. Inoltre parliamo di un periodo in cui l'attività di perforazione in mare era agli albori e i due aspetti, la perforazione e le operazioni in mare andavano ancora ben bilanciati e ben regolamentati. Il governo per colmare questa lacuna aveva importato regole obsolete dal settore marittimo e che non erano armonizzate con le reali necessità del settore e gli adeguati standard di sicurezza. Questa zona grigia della normativa aveva permesso delle interpretazioni che avevano favorito l'aspetto della perforazione a scapito degli aspetti navali e marittimi delle operazioni svolte. Questo derivava anche dal fatto che la MOCAN e la ODECO erano più interessate alle operazioni di perforazione e che queste venissero svolte nella maniera più veloce possibile. La parte esplorativa di un progetto petrolifero è quella dove i costi sono elevatissimi. Anche per questo motivo a bordo della piattaforma semisommergibile il personale dedicato prettamente alle operazioni navali come il controllo della zavorra era ridotto al minimo così come era minima la loro preparazione pregressa. Bastava poco per avere la qualifica ad un ruolo così cruciale.

### Il personale
A bordo della piattaforma erano presenti sia personale MOCAN che ODECO, dal lato Mobil era presente il Drilling superintendent, Jack Jacobsen ed il suo assistente, oltre al responsabile del personale Mobil ed i perforatori. La controparte ODECO del drilling superintendent era il Tool pusher Kent Thompson. Al di sotto del tool pusher nella catena di comando era presente il capitano Clarence Hauss ed il personale navale a bordo. Il drilling superintendent Mobile ed il tool pusher hanno dei corrispettivi a terra che seguono le operazioni, l'area drilling superintendent della Mobil è Merv Graham mentre il drilling superintendent a terra della ODECO era Jimmy Counts.
Mr Jimmy Counts era implicitamente ed unanimemente riconosciuto come la figura di riferimento di tutto il personale sulla OR. Conosceva la piattaforma fin nei minimi dettagli essendo stato coinvolto fin dai tempi della sua costruzione in Giappone. Al di là delle sue ampie conoscenze tecniche era noto per essere una persona difficile con cui lavorare per via del suo carattere scontroso. Mr Counts non aveva un buon rapporto con il suo corrispettivo offshore, Kent Thompson. Alcuni mesi prima dell'incidente Kent Thompson aveva dato le dimissioni dal suo posto di lavoro per una discussione relativa all'acqua da usare nella lavanderia di bordo. Solo dopo un paio di giorni aveva ripreso la sua servizio a bordo della piattaforma.
La terza figura importante è il vessel master Nehring con oltre 40 anni di esperienza in mare di cui 20 come Panama canal pilot. Purtroppo a bordo la figura del capitano ed il suo peso decisionale erano la diretta rappresentazione di quanto detto prima, il lato drilling aveva maggiore importanza quindi il capitano aveva un peso minore rispetto a quello che avrebbe dovuto avere soprattutto in merito alle questioni di sicurezza in mare dove avrebbe dovuto avere maggiore importanza.

## La piattaforma
La Ocean Ranger aveva fama d'essere inaffondabile, era stata costruita per poter perforare con un fondale marino a 460 m di profondità ed in qualunque condizione meteorologica, progettata per resistere a venti fino a 190 km/h e onde fino a 34 m.  Nei sei anni precedenti all'affondamento una sola volta era stata costretta ad interrompere le operazioni di perforazione per via delle cattive condizioni meteorologiche. 

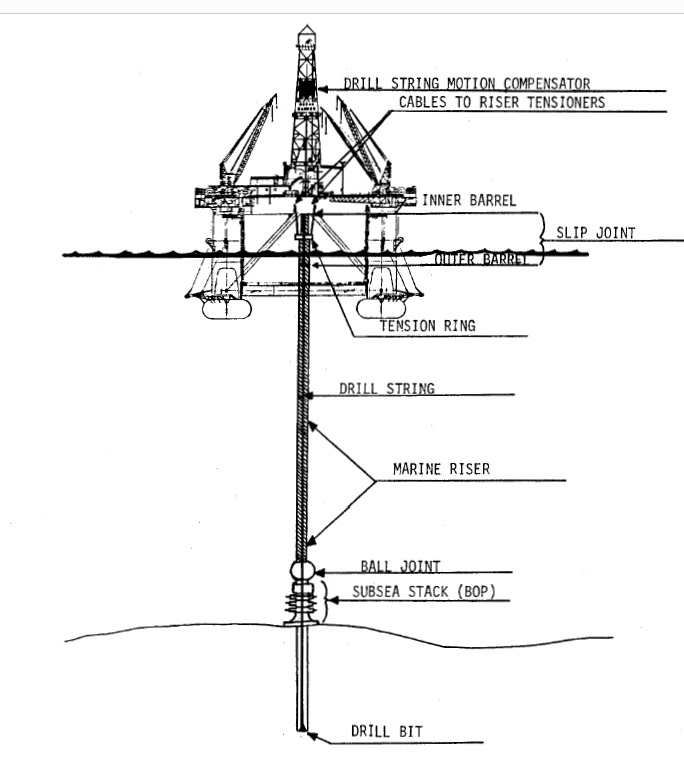
Schema della piattaforma in fase di perforazione

La realtà dei fatti era che gli incidenti a bordo erano frequenti al punto che la piattaforma era stata rinominata Ocean Danger.. I due addetti al controllo del galleggiamento della struttura erano stati assunti due anni prima del disastro, dai registri pubblicati dalla ODECO non risulta nessuna formazione specifica e nemmeno l'anzianità di servizio per ricoprire quel ruolo. La complessità del sistema di controllo del galleggiamento della struttura era nota, il capitano Nehring, responsabile generale della struttura e del suo galleggiamento aveva erroneamente azionato un interruttore sbagliato due settimane prima dell'incidente, questo aveva provocato uno sbandamento di 6 gradi della piattaforma. L'evento fu talmente improvviso che l'equipaggio della struttura si radunò presso le scialuppe di salvataggio per abbandonare la piattaforma. La conseguenza fu che il tool pusher Kent Thompson aveva vietato al capitano di avvicinarsi ai pannelli di controllo presenti nelle sale di controllo. Il paradosso sta nel fatto che lo stesso capitano era responsabile della stabilità della struttura. Errori simili erano stati fatti anche da capitani in rotazione a bordo prima dell'incidente fatale.  Nel 1980 la Ocean Ranger smise di battere bandiera panamense e passò a quella statunitense. La Guardia costiera statunitense aveva svolto una ispezione a bordo ed aveva ordinato la sostituzione delle scialuppe visto che quelle installate non erano adeguate agli standard di sicurezza delle autorità americane. L'implementazione di queste modifiche fondamentali procedeva molto a rilento. A dicembre del 1981 era prevista una nuova ispezione di controllo ed una delle nuove scialuppe era ancora appoggiata sul deck principale in attesa d'essere installata. Inoltre averle a bordo non significava che l'equipaggio fosse in grado di saperle usare. La ODECO non aveva dato prova di aver avviato una campagna di addestramento all'uso degli specifici equipaggiamenti, non era raro vedere arrivare in pigiama il personale di bordo non in servizio chiamato alle scialuppe per le esercitazioni.
La ODECO era una compagnia di perforazione statunitense ed il personale di bordo della Ocean Ranger 
era statunitense. Ora grazie agli accordi tra il Canada e le altre compagnie coinvolte, il personale
a bordo era stato rimpiazzato da canadesi poco o per nulla esperti. Questo aveva prodotto non poche 
tensioni a bordo. Per dare una misura della situazione riportiamo questo accadimento: Il personale 
offshore viene spostato a bordo della piattaforma o tramite il supply vessel tramite una gru ed un
cestello oppure tramite elicottero. Mr Jimmy Counts aveva lasciato sospesi nel vuoto per un paio d'ore
due ragazzi con cui aveva discusso alcune settimane prima per una banalità e che lo avevano insultato.
Questo era il clima a bordo. Purtroppo la situazione economica nella regione era tale da sopportare
qualunque condizione di lavoro purché fosse ben remunerata.

## La tempesta
La mattina del 14 febbraio 1982 le operazioni di perforazione procedevano come da programma. L'equipaggio era stato informato che la piattaforma sarebbe stata colpita da una tempesta con venti fino a 74 km/h e onde di 10 m. Questi dati non preoccupavano il top management della MOCAN e della ODECO visto che la piattaforma dalla sua inaugurazione aveva affrontato molte altre tempeste ed era progettata per continuare a lavorare anche in condizioni peggiori. La mattina alle 11:00 Kent Thompson chiama a terra Jimmy Counts per avvisarlo che le operazioni procedevano senza arresti e che in caso le condizioni fossero peggiorate avrebbero valutato se attuare lo stand-by o l'arresto completo delle operazioni. Questo perché si stava preparando un netto peggioramento delle condizioni e negli uffici della ODECO si stavano monitorando le condizioni meteorologiche a terra con aggiornamenti continui riferiti poi a bordo.
Alle 12:00 l'impianto Zapata Ugland è il primo ad interrompere le operazioni di perforazione attuando le ganasce trancianti del BOP(Blow Out Preventer) e sganciandosi da quest'ultimo. 
Poco dopo anche SEDCO 706 interrompe le operazioni di perforazione ma senza tranciare le aste di perforazione, lo fa semplicemente sganciandosi dal BOP sottomarino. Alle 15:45 la Ocean Ranger è l'unica ancora in perforazione al ritmo di 18 ft/h. Solo nel tardo pomeriggio anche la Ocean Ranger aziona le trancianti e si sgancia dal fondale marino visto che le onde avevano raggiunto il piano sonda rendendolo molto scivoloso. Alle 18:45 tutti e tre i rig sono sconnessi.
La procedura standard da applicare una volta disconnessi dal fondo mare prevede di ridurre la zavorra d'acqua fino a che la linea di galleggiamento coincidesse con quella di sopravvivenza. Questo avrebbe posto maggiore distanza tra il ponte principale ed il livello del mare. La Ocean Ranger non eseguì questa operazione e rimase alla quota di perforazione.
Alle ore 20:00 la piattaforma SEDCO 706 riporta danni non strutturali al ponte principale dopo essere stata colpita da una onda anomala di 20-25 m di altezza. Anche la piattaforma Zapata Ugland riporta di essere stata colpita da una onda anomala ma essendo più grande della SEDCO 706 se la cava senza danni. È presumibile che la stessa onda colpisca anche la Ocean ranger.
A questo punto dobbiamo ricordare che la sala di controllo del galleggiamento si trova a 8.5 m dal livello del mare visto che la piattaforma non ha ridotto la zavorra ed aumentato la riserva di galleggiabilità. La sala di controllo è provvista di 4 oblò che l'operatore della sala usa per controllare visivamente una scala graduata di riferimento. Questa scala da una misura di quanto grande sia la porzione immersa della piattaforma. Per motivi mai appurati fino in fondo le chiusure in acciaio che potevano completamente sigillare questi oblò in caso di forte mareggiata erano aperte. Quando l'onda anomala colpisce la sala di controllo l'oblò viene sfondato dalla forza dell'onda, questo evento permette all'acqua di mare di entrare e colpire il pannello elettronico e mandarlo in corto. L'addetto al pannello di controllo vedendo gli indicatori visivi accendersi e spegnersi assunse che le valvole di immissione di acqua marina nelle casse di zavorra si stessero aprendo e chiudendo. Questa cosa lo manda nel panico. Grazie alla collaborazione con l'elettricista di bordo il pannello viene di nuovo alimentato correttamente e questo fa chiudere automaticamente tutte le valvole, questo comportamento faceva parte del design della logica di funzionamento del pannello di controllo. A questo punto la situazione appare sotto controllo, infatti nelle comunicazioni successiva tra la terraferma e la piattaforma non vengono fatte menzioni ne al danneggiamento dell'oblò ne a sbandamenti della struttura.
14 Febbraio 1982, ore 21:00. l'operatore radio della Ocean Ranger contatta il support vessel, una nave posta nelle vicinanze della piattaforma per ogni necessità, solo per sapere della sua posizione. Alle ore 22:00 Jack Jackobsen, il tool pusher della Mobil imbarcato sulla Ocean Ranger chiama la terraferma per fare il punto della situazione. Riporta il taglio delle aste, lo sganciamento dal fondale marino e della rottura dell'oblò della sala di controllo. Dalla registrazione della conversazione radio non si evince nessuna preoccupazione su quanto successo nella sala di controllo del galleggiamento. Ore 01:00 del 15 febbraio, Jack Jackobsen prova a chiamare direttamente l'abitazione di Merv Graham tramite il MARISAT ma non riesce per via delle pessime condizioni atmosferiche, allora chiama la base a terra della ODECO e li avvisa che la piattaforma è inclinata ed il personale di bordo deve abbandonare l'impianto. Graham avvisa la guardia costiera, gli elicotteri del servizio navetta e le navi di supporto operanti nella zona che la Ocean Ranger ha bisogno di aiuto. Alle 01:05 l'operatore radio a bordo della piattaforma chiama il support vessel Highlander per farlo avvicinare alla posizione di stand-by ma che si trovava a 7 miglia dalla Ocean Ranger. In questa occasione l'operatore radio avvisa la nave di supporto che la piattaforma è pesantemente inclinata e che tutti tentativi di riportare la piattaforma orizzontale sono falliti. 
Alle 01:09 Il capitano invia un TELEX al comando regionale della Guardia costiera statunitense contenente una richiesta di soccorso. Alle 01:10 Ken Blackmore l'operatore radio della Ocean Ranger chiama la base a terra della Mobil e chiede di trasmettere il Mayday. Alle 01:11 Jack Jackobsen chiama il collega della Mobil sulla piattaforma SEDCO 706 chiedendogli di ritrasmettere il Mayday ai battelli di supporto della SEDCO 706 e della Zapata Ugland che si trovano rispettivamente a 15 e 20 miglia dalla Ocean Ranger. 
Alle 01:30 la Ocean Ranger lancia il suo ultimo messaggio in cui avvisano che l'equipaggio si sta dirigendo verso le scialuppe di salvataggio.

### Le scialuppe
A bordo della piattaforma sono presenti 4 scialuppe, una è appoggiata sul main deck in attesa d'essere installata. Una seconda è posta sulla prora della piattaforma, lato pesantemente inclinato della piattaforma, quindi è inutilizzabile. Le altre due scialuppe sono a poppa, solo una delle due è in regola con le normative della Guardia Costiera statunitense. La seconda è ancora del vecchio tipo e quindi non in regola. Questa scialuppa è stata sicuramente lanciata visto che gli equipaggi delle navi di supporto riportarono d'aver visto questa scialuppa in mare. Non ci è dato sapere quante persone ci fossero a bordo ma la scialuppa venne messa in acqua e si allontanò dalla piattaforma dirigendosi in mare aperto, di notte in mezzo ad una tempesta. Alle 02:11 arriva il Capitano Ronald Duncan a bordo della Seaforth Hilander. L'equipaggio vede numerosi salvagente in mare vicino alla piattaforma inclinata, vengono notati anche dei bagliori rossi che guidano il battello verso la scialuppa in mare. L'equipaggio della nave si prepara ad aiutare le persone a bordo della scialuppa, dalla nave si accorgono che la scialuppa è danneggiata ed imbarca acqua, probabilmente nella discesa in mare c'è stato un impatto con i piloni della struttura. Le persone a bordo della scialuppa sono viste sgottare freneticamente, chi in pigiama, chi in tuta da lavoro. Ciò suggerisce la subitaneità dell'abbandono imposto all'equipaggio.  Il battello si avvicina il più possibile alla scialuppa per poterla agganciare con dei cavi ed assicurarla, operazione fondamentale per effettuare il trasbordo del personale della Ocean Ranger. Purtroppo le condizioni del mare rendono impossibile le operazioni. Gli uomini a bordo della scialuppa cadono in mare, le cime che tenevano unite le due imbarcazioni si spezzano. La scialuppa cade in acqua e si capovolge. La temperatura dell'acqua riduce immediatamente le capacità motorie delle persone cadute in acqua che non riescono quindi a raggiungere i salvagenti gettati dall'equipaggio della Hilander. L'ipotermia sopraggiunge in pochi minuti. Tutti gli uomini vanno incontro al decesso senza che l'equipaggio possa fare nulla.
Tra le 03:07 e le 03:13 la piattaforma si capovolge ed affonda.

## Le vittime
Le vittime furono 84, l'analisi dei loro corpi indicherà che la causa del loro decesso è attribuibile alla sopraggiunta ipotermia.

## Investigazioni e cause dell'incidente
Nel corso degli anni si susseguiranno numerose investigazioni da enti differenti e paesi differenti. Il governo canadese instituì una commissione per il disastro che pubblicò 4 volumi tra il 1984 ed il 1985.
Nel giugno 1982 L'Aviation Safety Engineering Facility Transport of Canada avviò e le prime ispezioni del relitto tramite palombari e veicoli sottomarini controllati da remoto. Il relitto venne trovato capovolto e ad una profondità non ritenuta sicura per il passaggio delle navi quindi fu deciso di spostarlo ed affondarlo in una zona con un fondale marino più profondo.
La catena di eventi che porta all'affondamento è stata ricostruita come segue:
- Una onda anomala sfonda l'oblò della sala controllo che gestiva lo zavorramento della piattaforma, questo permette l'ingresso di un abbondante volume d'acqua che colpisce il pannello elettrico di controllo delle valvole dell'impianto che permetteva di bilanciare la piattaforma.
- Andato in corto il pannello l'addetto alla sala va nel panico ed inizia a manovrare le valvole non correttamente.
- Si verifica un'immissione incontrollata di acqua di mare nelle casse di zavorra della piattaforma
- La piattaforma si inclina pesantemente
- Dalla sala di controllo della zavorra non è possibile ripristinare il corretto assetto della piattaforma, la distanza verticale tra l'aspirazione delle pompe era eccessive e queste non potevano lavorare a causa della eccessiva inclinazione della piattaforma.
- Il progressivo allagamento degli alloggiamenti per le catene produce il ribaltamento della piattaforma.

Dai risultati dell'indagine svolta dalla Commissione reale canadese si evince che:
- L'equipaggio non era addestrato a sufficienza alle emergenze
- L'addetto al pannello di controllo non aveva maturato abbastanza anzianità di servizio per svolgere quel ruolo e non aveva ricevuto un adeguato addestramento
- L'equipaggiamento di sopravvivenza non era adeguato alle condizioni operative della piattaforma